# Kršuli
Kršuli is een plaats in de gemeente Sveti Lovreč in de Kroatische provincie Istrië. De plaats telt 3 inwoners (2001).